# گروپیوس ۹۵۷۷
سیارک ۹۵۷۷ (به انگلیسی: 9577 Gropius، نامگذاری:1989CE5) نه هزار و پانصد و هفتاد و هفتمین سیارک کشف شده‌است که در ۲ فوریه ۱۹۸۹ کشف شد.
قدر مطلق سیارک برابر ۱۵٫۴۰ است.